# 阿尔宾·佩拉克
阿尔宾·佩拉克（Albin Pelak，1981年4月9日—）是一名波黑已退役足球运动员。

## 俱乐部生涯
阿尔宾·佩拉克曾效力於薩拉熱窩奧林匹克足球俱樂部和澤列茲尼察足球俱樂部。2002年加盟大阪櫻花，2003年加盟萨格勒布迪纳摩。
他在2002年8月波斯尼亞和黑塞哥維那國家足球隊与塞爾維亞和黑山國家足球隊的熱身賽中首次代表國家隊出场。 